# ملعب جونغشان لكرة القدم
ملعب تشونغشان لكرة القدم هو ملعب متعدد الاستخدام يقع في تايبيه عاصمة جمهورية الصين . غالبا ما يتم استخدامه لمباريات كرة القدم . يسع الملعب لجلوس 20 ألف متفرج . يعتبر الملعب الرسمي الذي يخوض فيه منتخب تايبيه الصينية مبارياته الدولية . تم بنائه في سنة 1989 .